# Simon Debognies
Simon Debognies (* 16. Juli 1996 in Halle) ist ein belgischer Leichtathlet, der sich auf den Langstreckenlauf spezialisiert hat.

## Sportliche Laufbahn
Simon Debognies sammelte im Jahr 2013 erste Wettkampferfahrung auf nationaler Ebene über die Mittelstreckendistanzen. 2014 gewann er die Silbermedaille im 1500-Meter-Lauf bei den belgischen U20-Meisterschaften. Zum Ende des Jahres trat er im U20-Rennen bei den Crosslauf-Europameisterschaften in Bulgarien an. Das Rennen über knapp 6 Kilometer beendete er auf dem 68. Rang. 2015 gewann Debognies die Bronzemedaille im 1500-Meter-Lauf bei den belgischen Meisterschaften. Bereits im Mai qualifizierte er sich für die Teilnahme am 5000-Meter-Lauf bei den U20-Europameisterschaften in Schweden. Dort konnte er in einer Zeit von 14:34,67 min die Silbermedaille gewinnen. Zum Jahresende trat er abermals im U20-Rennen bei den Crosslauf-Europameisterschaften, diesmal in Frankreich, an. Das Rennen beendete er als Elfter. 2016 blieb er im 5000-Meter-Lauf erstmals unterhalb der 14-Minuten-Marke. Im Dezember trat er im U23-Rennen bei den Crosslauf-Europameisterschaften in Italien an, das er als Achtplatzierter beendete. 2017 verbesserte sich Degobnies über die 5000-Meter-Distanz auf eine Zeit von 13:38,03 min. Im Juli trat er über diese Distanz bei den U23-Europameisterschaften in Bydgoszcz an und konnte darin die Silbermedaille gewinnen. Einen Monat später startete er auch bei der Universiade in Taipeh. Dort belegte er im 5000-Meter-Lauf den fünften Platz. Zum Jahresabschluss lief er im U23-Rennen bei den Crosslauf-Europameisterschaften in der Slowakei auf den sechsten Platz.
2018 wurde Debognies belgischer U23-Meister über 5000 Meter. Er qualifizierte sich über die doppelte Distanz für die Europameisterschaften in Berlin. Damit gab er im August sein Debüt bei internationalen Meisterschaften im Erwachsenenbereich. Den Wettkampf beendete er auf dem 15. Platz. Im Dezember belegte er Platz 23 bei den Crosslauf-Europameisterschaften in Tilburg. Bis 2021 verbesserte sich Debognies auf eine Zeit von 13:23,58 min über 5000 Meter. 2022 belegte er den dritten Platz im 3000-Meter-Lauf bei den belgischen Hallenmeisterschaften. Im April blieb er über 10.000 Meter erstmals unterhalb von 28 Minuten und konnte damit, nach Berlin 2018, in München erneut bei Europameisterschaften an den Start gehen. Das Rennen beendete er nach 28:08,60 min auf dem 13. Platz. Danach bestritt er Ende November in den Niederlanden einen Straßenwettkampf über 15 km, nachdem er sich zwischenzeitlich entschied, von der Bahn auf die Straße zu wechseln. Nach eigenen Angaben liegen ihm die längeren Distanzen auf der Straße mehr als die etwas kürzeren auf der Bahn mit häufigen Tempoverschärfungen. Eines seiner sportlichen Ziele ist ein Start im Marathonlauf bei den Olympischen Sommerspielen 2024 in Paris. Auf dem Weg dahin verbesserte er im Februar 2023 den belgischen Nationalrekord im 10-km-Straßenlauf auf 27:48 min. Fortan wandte er sich längeren Distanzen auf der Straße zu. Anfang Oktober trat er im Halbmarathon bei den Straßenlauf-Weltmeisterschaften in Riga an. Dort belegte er den 31. Platz. 
2024 steigerte er seine Halbmarathonbestzeit auf 1:01:25 h. Anfang Juni trat er in Rom über die gleiche Distanz bei den Europameisterschaften an. Dort kam er auf dem 15. Platz ins Ziel ein. 

## Wichtige Wettbewerbe
| Jahr                | Veranstaltung                   | Ort                 | Platz               | Disziplin/Rennen    | Zeit                |
| Startet für Belgien | Startet für Belgien             | Startet für Belgien | Startet für Belgien | Startet für Belgien | Startet für Belgien |
| ------------------- | ------------------------------- | ------------------- | ------------------- | ------------------- | ------------------- |
| 2014                | Crosslauf-Europameisterschaften | Samokow             | 68.                 | U20                 | 22:03 min           |
| 2015                | U20-Europameisterschaften       | Eskilstuna          | 2.                  | 5000 m              | 14:34,67 min        |
| 2015                | Crosslauf-Europameisterschaften | Hyères              | 11.                 | U20                 | 17:58 min           |
| 2016                | Crosslauf-Europameisterschaften | Chia                | 8.                  | U23                 | 23:14 min           |
| 2017                | U23-Europameisterschaften       | Bydgoszcz           | 2.                  | 5000 m              | 14:14,71 min        |
| 2017                | Universiade                     | Taipeh              | 5.                  | 5000 m              | 14:05,399 min       |
| 2017                | Crosslauf-Europameisterschaften | Šamorín             | 6.                  | U23                 | 24:47 min           |
| 2018                | Europameisterschaften           | Berlin              | 15.                 | 10.000 m            | 29:00,98 min        |
| 2018                | Crosslauf-Europameisterschaften | Tilburg             | 23.                 | U23                 | 24:41 min           |
| 2022                | Europameisterschaften           | München             | 13.                 | 10.000 m            | 28:08,60 min        |
| 2023                | Straßenlauf-Weltmeisterschaften | Riga                | 31.                 | Halbmarathon        | 1:01:48 h           |
| 2024                | Europameisterschaften           | Rom                 | 15.                 | Halbmarathon        | 1:02:15 h           |

## Persönliche Bestleistungen
Freiluft
- 1500 m: 3:41,53 min, 2. Juni 2017, Nijmegen
- 3000 m: 7:46,24 min, 19. August 2021, Lahti
- 5000 m: 13:23,58 min, 17. Juli 2021, Ninove
- 10.000 m: 27:57,29 min, 16. April 2022, Pacé

Straße
- 10-km-Lauf: 27:48 min, 12. Februar 2023, Schoorl, (belgischer Rekord)
- Halbmarathon: 1:01:25 h, 10. März 2024, Gent

Halle
- 3000 m: 7:50,53 min, 26. Februar 2022, Louvain-la-Neuve